# Právo Evropské unie
Právo Evropské unie, společné právo Evropské unie, je základem evropské integrace (evropského sjednocování). Sleduje cíl jednotného společného práva ve všech členských zemích. Staví na základech původní historické zkušenosti kontinentálního evropského práva.
Jedná se o nezávislý právní systém, který má před národními právními systémy aplikační přednost. Na jeho vzniku, zavedení, dohledem nad ním a na dalším jeho vývoji se podílí řada institucí EU.
Společné právo EU má tři oblasti, které se ale navzájem prolínají:
- primární právo
- sekundární právo
- judikatura (výkon soudní moci, souzení).

Evropské právo je seřazeno v takzvaném „Acquis communautaire“.

## Primární právo
Primární právo EU se skládá především ze smluv EU ale i dalších úmluv. Jedná se o dohody, které byly uzavřeny mezi vládami členských zemí a které odpovídají právní formě smluv. Musí být ratifikovány parlamenty členských států, stejně jako všechny jejich případné změny.
Smlouvy EU se také týkají úkolů a pravomocí institucí a orgánů EU. Dále upravují zákonodárné, výkonné a judikativní postupy společného práva EU.
Zakládající smlouvy Evropských společenství byly několikrát měněny nebo doplňovány. Obdobně se vyvíjejí smlouvy Evropské unie.
| Podpis Platnost Smlouvy   | 1948 Brusel                                             | 1951 1952 Pařížská        | 1954 1955 Paříž. doh.                     | 1957 1958 Římské                          | 1965 1967 Slučovací                                       | 1975 TREVI                                         | 1985 Schengenská                                   | 1986 1987 JEA                                      | 1992 1993 Maastrichtská                            | 1992 1993 Maastrichtská | 1997 1999 Amsterodamská | 2001 2003 Niceská  | 2007 2009 Lisabonská | 2007 2009 Lisabonská |  |  |  |  |  |  |  |  |
|                           |                                                         |                           |                                           |                                           |                                                           |                                                    |                                                    |                                                    |                                                    |                         |                         |                    |                      |                      |  |  |  |  |  |  |  |  |
| Tři pilíře Evropské unie: |                                                         |                           |                                           |                                           |                                                           |                                                    |                                                    |                                                    |                                                    |                         |                         |                    |                      |                      |  |  |  |  |  |  |  |  |
| Evropská společenství:    |                                                         |                           |                                           |                                           |                                                           |                                                    |                                                    |                                                    |                                                    |                         |                         |                    |                      |                      |  |  |  |  |  |  |  |  |
|                           | Evropské společenství pro atomovou energii (EURATOM)    |                           |                                           |                                           |                                                           |                                                    |                                                    |                                                    |                                                    |                         |                         |                    |                      |                      |  |  |  |  |  |  |  |  |
|                           |                                                         |                           | Evropské společenství uhlí a oceli (ESUO) | Evropské společenství uhlí a oceli (ESUO) | Evropské společenství uhlí a oceli (ESUO)                 | Evropské společenství uhlí a oceli (ESUO)          | Smlouva vypršela v roce 2002                       | Smlouva vypršela v roce 2002                       | Smlouva vypršela v roce 2002                       |                         | Evropská unie (EU)      | Evropská unie (EU) |                      |                      |  |  |  |  |  |  |  |  |
|                           |                                                         |                           | Evropské hospodářské společenství (EHS)   |                                           |                                                           |                                                    |                                                    |                                                    |                                                    |                         | Evropská unie (EU)      | Evropská unie (EU) |                      |                      |  |  |  |  |  |  |  |  |
|                           |                                                         |                           |                                           | Schengenská smlouva                       |                                                           |                                                    | Evropské společenství (ES)                         | Evropské společenství (ES)                         |                                                    |                         | Evropská unie (EU)      | Evropská unie (EU) |                      |                      |  |  |  |  |  |  |  |  |
|                           |                                                         | TREVI                     | TREVI                                     | TREVI                                     | Spolupráce v oblasti spravedlnosti a vnitřních věcí (SVV) |                                                    | Evropské společenství (ES)                         | Evropské společenství (ES)                         |                                                    |                         | Evropská unie (EU)      | Evropská unie (EU) |                      |                      |  |  |  |  |  |  |  |  |
|                           | Policejní a soudní spolupráce v trestních věcech (PJCC) | TREVI                     | TREVI                                     | TREVI                                     | Spolupráce v oblasti spravedlnosti a vnitřních věcí (SVV) |                                                    |                                                    |                                                    |                                                    |                         | Evropská unie (EU)      | Evropská unie (EU) |                      |                      |  |  |  |  |  |  |  |  |
|                           |                                                         |                           |                                           |                                           | Evropská politická spolupráce (EPS)                       | Společná zahraniční a bezpečnostní politika (SZBP) | Společná zahraniční a bezpečnostní politika (SZBP) | Společná zahraniční a bezpečnostní politika (SZBP) | Společná zahraniční a bezpečnostní politika (SZBP) |                         | Evropská unie (EU)      | Evropská unie (EU) |                      |                      |  |  |  |  |  |  |  |  |
| Bruselský pakt            | Bruselský pakt                                          | Západoevropská unie (ZEU) | Západoevropská unie (ZEU)                 | Západoevropská unie (ZEU)                 | Západoevropská unie (ZEU)                                 | Západoevropská unie (ZEU)                          | Západoevropská unie (ZEU)                          |                                                    |                                                    |                         |                         | Evropská unie (EU) |                      |                      |  |  |  |  |  |  |  |  |
| Bruselský pakt            | Bruselský pakt                                          | Západoevropská unie (ZEU) | Západoevropská unie (ZEU)                 | Západoevropská unie (ZEU)                 | Západoevropská unie (ZEU)                                 | Západoevropská unie (ZEU)                          | Západoevropská unie (ZEU)                          | Smlouva vypršela v roce 2011                       |                                                    |                         |                         |                    |                      |                      |  |  |  |  |  |  |  |  |
|                           |                                                         |                           |                                           |                                           |                                                           |                                                    |                                                    |                                                    |                                                    |                         |                         | z • d • e          |                      |                      |  |  |  |  |  |  |  |  |

## Právní akty Unie
Právní akty Unie (dříve tzv. sekundární právo) vycházejí ze smluv EU a jsou vytvářeny a schvalovány podle postupů, stanovených ve článcích smluv EU.
V zakládajících smlouvách Evropských společenství byly stanoveny následující právní akty:
- nařízení – jsou obecně závazná a bezprostředně použitelná v každém členském státě, aniž by k tomu byly potřebné, nebo vyhrazené, jakékoliv kroky na národní úrovni, pokud nejde o rámcové nařízení, které je příliš obecné, než aby se samo o sobě dalo aplikovat nebo samo předpokládá vydání národního prováděcího předpisu
- směrnice – zavazují členské země dosáhnout určitých cílů během určené doby, přičemž národní instituce mohou určit prostředky, jak jich dosáhnout, směrnice musí být transponovány do práva jednotlivých členů, konkrétní způsob transpozice je členský stát povinen oznámit Komisi
- rozhodnutí – jsou pro příjemce závazná, mohou se týkat členských zemí, právnických či fyzických osob, členské státy jako adresáti jsou povinny přijmout potřebná prováděcí opatření
- doporučení a stanoviska – nejsou závazná, nedodržení doporučení však může být v některých případech sankciováno

Všechny nařízení, směrnice a rozhodnutí určená všem členským státům zveřejňuje Úřední věstník Evropské unie.

## Judikatura
Judikatura EU, vykonávání její soudní pravomoci, obsahuje rozsudky Soudního dvora Evropské unie a Tribunálu ve sporech, které jsou jim předloženy Komisí, soudy členských států, organizacemi nebo jednotlivci.

## Sociální a tržní regulace

### Podnikání, služby, pracovníci a spotřebitelé
- Evropské právo obchodních společností
- Evropské právo hospodářské soutěže
- Evropské pracovní právo[2]
- Evropské spotřebitelské právo[3]

### Občané
- Občanství Evropské unie

### Kapitál
- Evropská měnová unie

## Veřejná regulace
- Společná zahraniční a bezpečnostní politika
- Evropská politika vnějších obchodních vztahů
- Společná zemědělská politika
- Evropská politika životního prostředí[4]
- Evropská energetická politika[5][6]